# 第8届上海电视节白玉兰奖
第八届上海电视节闭幕式暨白玉兰奖颁奖典礼于2000年10月29日晚举行，共颁发14个奖项。本届白玉兰奖国际电视节目评奖共收到来自43个国家和地区的413部参赛节目。

## 获奖名单

### 最佳电视剧
- 《波波小姐》（ 法國）

### 最佳导演
- 丹尼尔·艾尔弗莱德森《死亡的呼唤》（ 瑞典）

### 最佳男演员
- 里诺·斑费《飞吧，嗅嗅》

### 最佳女演员
- 陈瑾《相依年年》

### 最佳编剧
- 马丁·居约《前一天》（ 法國）

### 最佳技术
- 《铁道儿童》（ 英国）

### 最佳人文类纪录片
- 《一个叫做家的地方》（ 中国）

### 最佳人文类纪录片创意
- 《里伯·佩拉》（ 以色列）

### 最佳人文类纪录片摄影
- 《随风而来》（ 俄羅斯）

### 最佳自然类纪录片
- 《北海道——人间天堂》（ 英国）

### 最佳自然类纪录片创意
- 《超越自然——动物感官的特异功能》（ 英国）

### 最佳自然类纪录片摄影
- 《海鸟避难地》（ 加拿大）

### 评委会特别奖

#### 电视剧
- 《阿桃》（ 中国）
- 《躁动》（ 以色列）

#### 纪录片
- 《随风而来》（ 俄羅斯）